# Pulitzer-Preis 2004

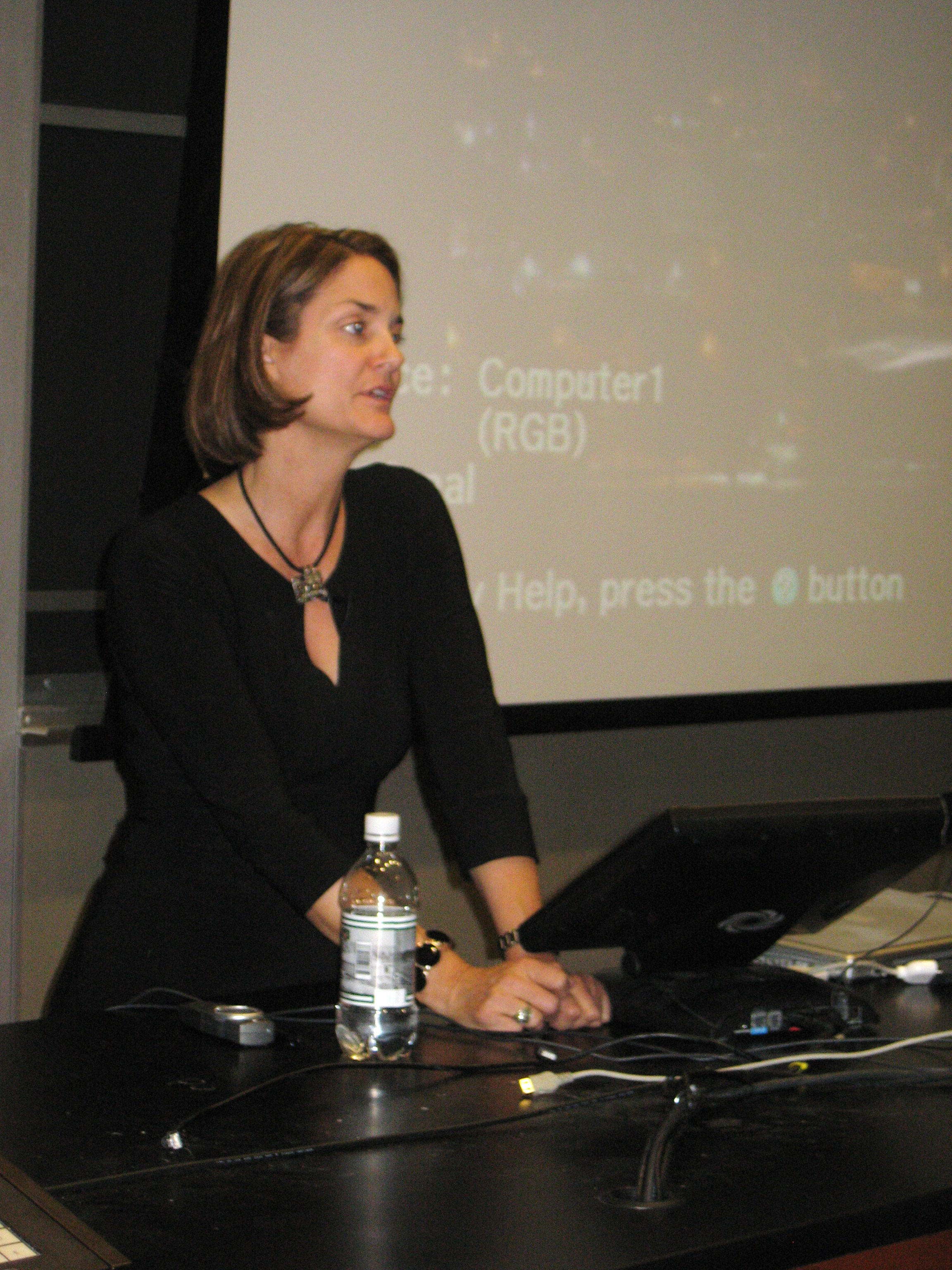
Die Fotojournalistin Carolyn Cole gewann 2004 den Pulitzer-Preis in der Kategorie Feature Photography

Der Pulitzer-Preis 2004 war die 88. Verleihung des US-amerikanischen Literaturpreises. Die Bekanntgabe der Preise erfolgte am 5. April 2004. Die Jury bestand aus 20 Personen unter dem Vorsitz von Rena Pederson und William Safire. Das „Pulitzer Prize Board“ vergab Preise für Arbeiten, die während des Kalenderjahres 2003 entstanden waren.

## Bereich Journalismus(Journalism)
| Kategorie                                                  | Preisträger                                                     | Begründung |
| ---------------------------------------------------------- | --------------------------------------------------------------- | --- |
| Aktuelle Berichterstattung (Breaking News Reporting)       | Mitarbeiter der Los Angeles Times                               | Preis verliehen für seine fesselnde und umfassende Berichterstattung über die massiven Waldbrände, die eine bewohnte Region im Süden Kaliforniens bedroht haben. |
| Dienst an der Öffentlichkeit (Public Service)              | The New York Times                                              | Preis verliehen für die Arbeit von David Barstow und Lowell Bergman, die unermüdlich Todesfälle und Verletzungen unter amerikanischen Arbeitnehmern untersuchten und Arbeitgeber aufdeckten, die gegen grundlegende Sicherheitsvorschriften verstoßen. (Der Preis wurde von der Jury aus der Kategorie „Investigative Reporting“ verschoben, wo er ebenfalls eingereicht worden war). |
| Investigativer Journalismus (Investigative Reporting)      | Michael D. Sallah, Mitch Weiss und Joe Mahr von The Blade       | Preis verliehen für ihre beeindruckende Serie über die Gräueltaten der Tiger Force, einer Eliteeinheit der US-Armee, während des Vietnamkriegs. |
| Hintergrundberichterstattung (Explanatory Journalism)      | Kevin Helliker und Thomas M. Burton von The Wall Street Journal | Preis verliehen für ihre bahnbrechende Untersuchung von Aneurysmen, einer oft übersehenen Krankheit, an der jedes Jahr Tausende von Amerikanern sterben. |
| Beat Reporting (Specialized Reporting)                     | Daniel Golden von The Wall Street Journal                       | Preis verliehen für seine fesselnden und sorgfältig dokumentierten Berichte über die Bevorzugung der Kinder von Alumni und Spendern an amerikanischen Universitäten. |
| Kritik (Criticism)                                         | Dan Neil von der Los Angeles Times                              | Preis verliehen für seine einzigartigen Autorezensionen, in denen er technisches Fachwissen mit schrägem Humor und scharfsinnigen kulturellen Beobachtungen verbindet. |
| Karikatur (Editorial Cartooning)                           | Matt Davies von Journal News                                    | Preis verliehen für seine scharfsinnigen Cartoons zu einer Vielzahl von Themen, die er in einem frischen, originellen Stil zeichnet. |
| Leitartikel (Editorial Writing)                            | William Stall von der Los Angeles Times                         | Preis verliehen für seine prägnanten Leitartikel, in denen er die Probleme der kalifornischen Staatsregierung analysierte, Abhilfemaßnahmen vorschlug und als Vorbild für die Behandlung komplexer staatlicher Probleme diente. |
| Kommentar (Commentary)                                     | Leonard Pitts Jr. von The Miami Herald                          | Preis verliehen für seine frischen, lebendigen Kolumnen, die sich mit Leidenschaft und Mitgefühl an die einfachen Menschen wenden und oft kontroverse Themen ansprechen. |
| Auslandsberichterstattung (International Reporting)        | Anthony Shadid von The Washington Post                          | Preis verliehen für seine außergewöhnliche Fähigkeit, unter persönlicher Gefahr die Stimmen und Gefühle der Iraker einzufangen, als ihr Land überfallen, ihr Führer gestürzt und ihre Lebensweise auf den Kopf gestellt wurde. |
| Berichterstattung im Inland (National Reporting)           | Mitarbeiter der Los Angeles Times                               | Preis verliehen für seine fesselnde Untersuchung der Taktiken, die Walmart zum größten Unternehmen der Welt gemacht haben und die sich auf amerikanische Städte und Entwicklungsländer auswirken. |
| Feature Writing (Feature Writing)                          | kein Preis vergeben                                             | |
| Aktuelle Fotoberichterstattung (Breaking News Photography) | David Leeson und Cheryl Diaz Meyer von The Dallas Morning News  | Preis verliehen für ihre aussagekräftigen Fotos, die sowohl die Gewalt als auch die Heftigkeit des Irak-Krieges zeigen. |
| Feature-Fotoberichterstattung (Feature Photography)        | Carolyn Cole von der Los Angeles Times                          | Preis verliehen für ihren zusammenhängenden Blick hinter die Kulissen auf die Auswirkungen des Bürgerkriegs in Liberia, mit besonderem Augenmerk auf die unschuldigen Bürger, die in den Konflikt verwickelt sind. |

## Bereich Literatur, Theater und Musik(Books, Drama & Music)
| Kategorie                                                   | Preisträger                                                                                      |
| ----------------------------------------------------------- | ------------------------------------------------------------------------------------------------ |
| Geschichte (History)                                        | A Nation Under Our Feet von Steven Hahn (The Belknap Press of Harvard University Press)          |
| Belletristik (Fiction)                                      | The Known World (deutscher Titel: Die bekannte Welt) von Edward P. Jones (Amistad/HarperCollins) |
| Sachbuch (General Nonfiction)                               | Gulag: A History von Anne Applebaum (Doubleday)                                                  |
| Musik (Music)                                               | Tempest Fantasy von Paul Moravec (Subito Music)                                                  |
| Dichtung (Poetry)                                           | Walking to Martha’s Vineyard von Franz Wright (Alfred A. Knopf)                                  |
| Theater (Drama)                                             | I Am My Own Wife von Doug Wright (Faber and Faber)                                               |
| Biographie oder Autobiographie (Biography or Autobiography) | Khrushchev: The Man and His Era von William Taubman (W.W. Norton)                                |